# デクスター・ライオンズ
デクスター・ライオンズ（Dexter Lyons、1981年10月25日 - ）はアメリカ合衆国の男子バスケットボール選手。ポジションはシューティングガード/スモールフォワード（スウィングマン）。積極的なディフェンスとミドルシュートが得意。

## 経歴
フロリダ州出身。6歳の時、祖父母の家の前でプレイしたことをきっかけにバスケットボールを始める。セントラルフロリダ大学在学時、2004年に同大学が所属するアトランティック・サン・カンファレンスで優勝し、同カンファレンスのファーストチームおよびディフェンシブ・プレイヤー・オブ・ザ・イヤーに選出される。
大学卒業後にプロ選手となり、オランダ、トルコ、ルクセンブルク、ドミニカ共和国のチームに所属。2007-08シーズンから2010-11シーズンの途中までスペインのLEBでプレーしていた。
その後、フランスのチームを経て2011年10月にbjリーグの宮崎シャイニングサンズと契約。登録名は「ディクスター・ライオンズ」。背番号は9番。11月18・19日開催の信州ブレイブウォリアーズ戦での活躍で週間MVPを受賞。bjリーグ 2011-12シーズン50試合に出場し、1試合平均16.6得点（チームトップ）、2.76アシスト、2.0スティール（リーグ4位）を記録した。
2012年7月、高松ファイブアローズに移籍。背番号は4番。チームのエースとしてbjリーグ 2012-13レギュラーシーズン全52試合にスターターとして出場し、いずれもチーム1位の1試合平均16.8得点、3.5アシスト、1.9スティール（リーグ7位）を記録。チームの年間MVPに選出された。
オフに一度引退を表明したが、翻意してbjリーグ 2013-14シーズンも高松と契約。11月22日・23日開催の大阪エヴェッサ戦では2日間合計で53得点(3P 6/13, 2P 8/12, FT 19/22)、17リバウンド、10アシスト、7スティールを記録してチームの連勝に貢献し、2度目の週間MVPを受賞。レギュラーシーズン50試合に出場して、1試合平均17.6得点（リーグ7位）、1.8スティール（リーグ6位）を記録した。
bjリーグ 2014-15シーズンも高松と契約。

## 主な成績
| シーズン         | チーム | GP | GS | MPG  | FG%  | 3P%  | FT%  | RPG | APG | SPG | BPG | TO  | PPG  |
| ---------------- | ------ | -- | -- | ---- | ---- | ---- | ---- | --- | --- | --- | --- | --- | ---- |
| bjリーグ 2011-12 | 宮崎   | 50 | 50 | 32.9 | .463 | .325 | .785 | 7.3 | 2.8 | 2.0 | 0.5 | 2.7 | 16.6 |
| bjリーグ 2012-13 | 高松   | 52 | 52 | 30.7 | .409 | .248 | .839 | 6.3 | 3.5 | 1.9 | 0.3 | 2.8 | 16.8 |
| bjリーグ 2013-14 | 高松   | 50 | 49 | 32.3 | .404 | .213 | .798 | 5.9 | 3.1 | 1.8 | 0.2 | 3.2 | 17.6 |
| bjリーグ 2014-15 | 高松   | 52 |    | 28.3 | .458 | .391 | .777 | 5.8 | 3.7 | 1.5 | 0.4 | 2.9 | 15.1 |